# Korsbacken
Korsbacken is een plaats in de gemeente Enköping in het landschap Uppland en de provincie Uppsala län in Zweden. De plaats heeft 69 inwoners (2005) en een oppervlakte van 6 hectare.